# An Ideal Husband (1947)
An Ideal Husband is een Britse filmkomedie uit 1947 onder regie van Alexander Korda. Het scenario is gebaseerd op het gelijknamige toneelstuk uit 1895 van de Ierse auteur Oscar Wilde.

## Verhaal
De belangrijke Britse politicus Robert Chiltern heeft een geheim. Laura Cheveley laat hem verstaan dat ze zijn geheim aan de grote klok zal hangen, tenzij hij een bepaald wetsvoorstel goedkeurt in het Lagerhuis. Zijn beste vriend tracht Laura Chevely op andere gedachten te brengen.

## Rolverdeling
| Acteur            | Personage               |
| ----------------- | ----------------------- |
| Paulette Goddard  | Laura Cheveley          |
| Michael Wilding   | Burggraaf Arthur Goring |
| Diana Wynyard     | Lady Gertrude Chiltern  |
| Hugh Williams     | Sir Robert Chiltern     |
| C. Aubrey Smith   | Graaf van Caversham     |
| Glynis Johns      | Mabel Chiltern          |
| Constance Collier | Lady Markby             |
| Christine Norden  | Margaret Marchmont      |
| Harriette Johns   | Gravin van Basildon     |
| Michael Medwin    | Hertog van Nonesuch     |
| Michael Anthony   | Burggraaf van Nanjac    |
| Peter Hobbes      | Eddie Montford          |
| John Clifford     | Mijnheer Mason          |
| Fred Groves       | Phipps                  |
| Michael Ward      | Tommy Tafford           |